# 236788 Nanxinda
236788 Nanxinda è un asteroide della fascia principale. Scoperto nel 2007, presenta un'orbita caratterizzata da un semiasse maggiore pari a 2,307074 UA e da un'eccentricità di 0,171067, inclinata di 3,274032° rispetto all'eclittica. Ha un diametro di 1,526 km.